# SAML
SAML або англ. Security Assertion Markup Language (укр. мова розмітки декларації безпеки) — мова розмітки, заснована на мові XML. Технологія розроблена для обміну даними про автентифікацію та авторизацію між захищеними доменами, зокрема між постачальником облікових записів (IP) і постачальником сервісу (SP). SAML — це відкритий стандарт даних, розроблений консорціумом OASIS.
Однією з важливих проблем, яку намагається вирішити SAML, є забезпечення наскрізної аутентифікації (Технологія єдиного входу (Single sign-on)) при роботі через Web-браузер.
За допомогою цієї технології працює логін в сервіси Google.